# Национальный университет Сан-Агустина (Арекипа)

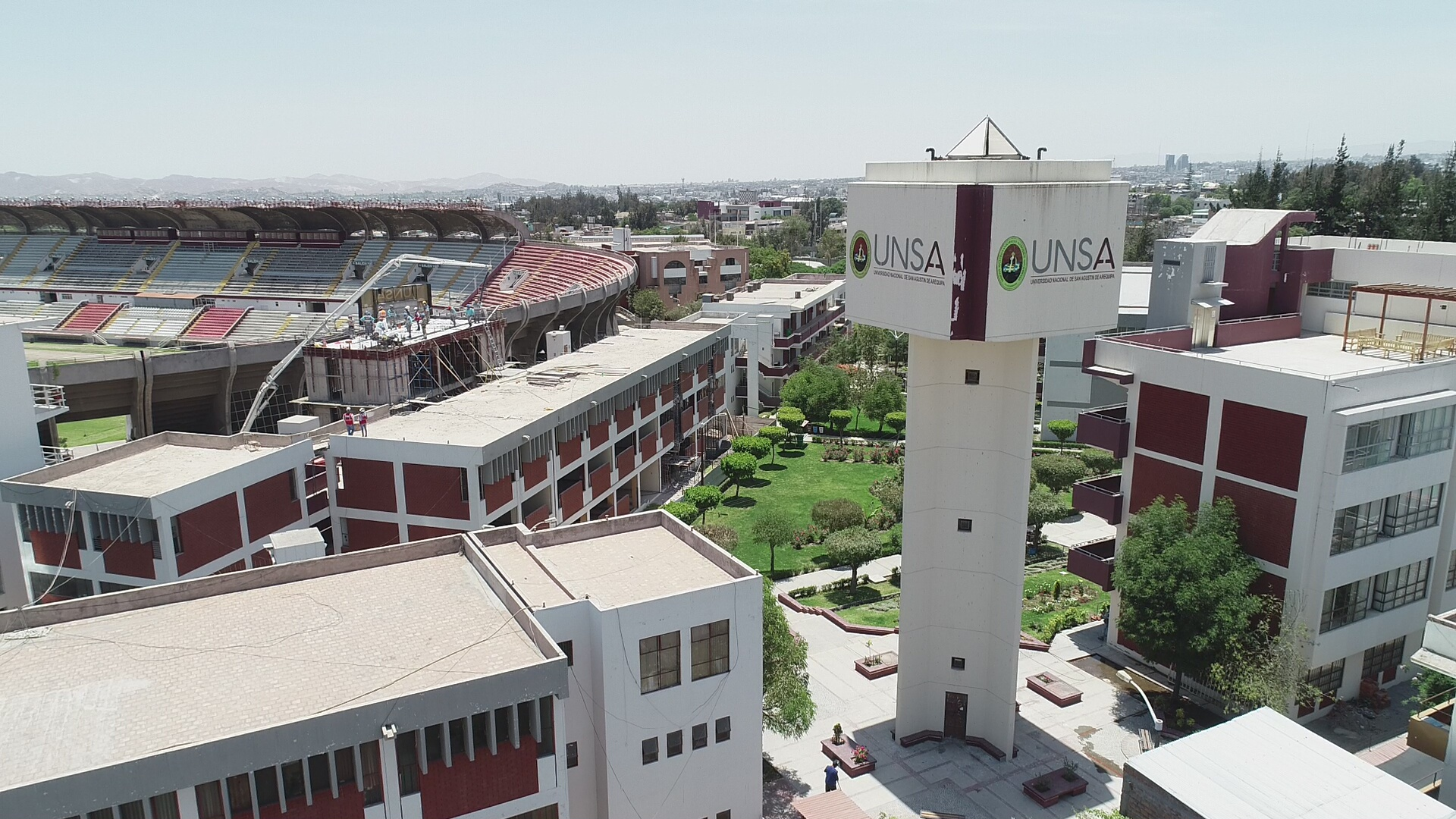

Национальный университет Сан-Агустина (исп. Universidad Nacional de San Agustín, сокр. UNSA ) — государственный университет, расположен в городе Арекипа, Перу. Один из старейших государственных университетов Латинской Америки, основан в  1828 году. 

## История

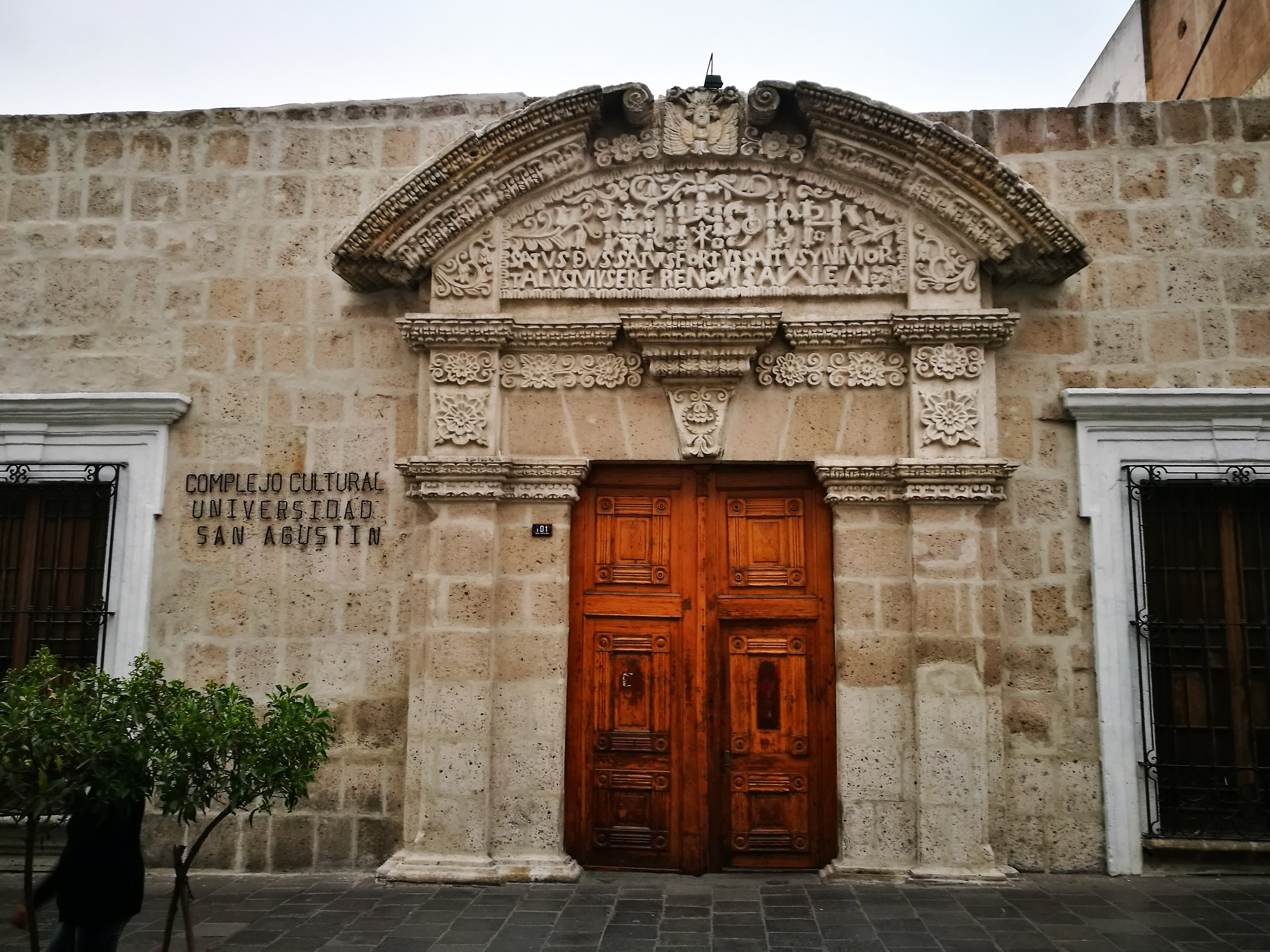

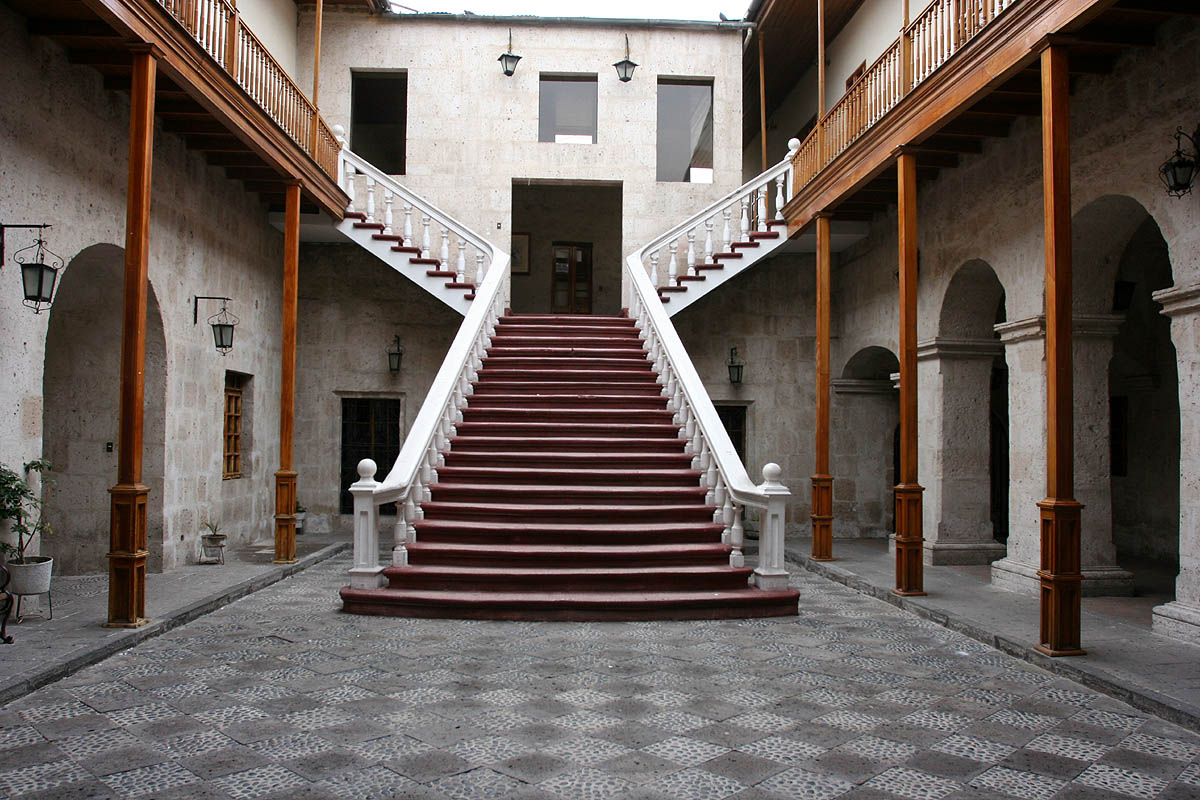

В августе 1825 года Симон Боливар направил префекту Арекипы Антонио Гутьерресу де ла Фуэнте указ о создании учреждений, способствующих развитию искусства, здравоохранения и других наук, которые ведут к прогрессу государства. 
11 ноября 1828 года был подписан учредительный акт о создании Национального университета Сан-Агустина. Декан Хуан Гальберто Вальдивия и священник Мануэль Фернандес были ответственны за составление первых уставов, а Хосе Фернандес Давила был избран первым ректором. Университет начал свою работу с создания профессиональных школ религии, латинского и кастильского языков, философии, математики, естественного права и прав народов, литературы, политической экономии, медицины и гражданского права.

## Современность
Национальный университет Сан-Агустина имеет в своём составе три кампуса, 18 факультетов, 56 профессиональных школ. Университет предлагает 245 академических программ (59 программ бакалавриата, 75 программ магистратуры, 20 докторских программ и 92 отделения повышения квалификации в области гуманитарных, естественных, биологических, социальных и инженерных наук).
24 августа 2018 года Национальный надзорный орган за высшим образованием (Sunedu) предоставил институциональную лицензию сроком на десять лет после того, как университет подтвердил выполнение базовых условий качества. В инфраструктуре университета 34 помещения, включая 7 аудиторий для академических занятий и 27 помещений для административных нужд, внеклассных мероприятий, производственных и экспериментальных центров. Национальному надзорному органу за высшим образованием были представлены 18 инвестиционных проектов по развитию инфраструктуры, 171 лабораторий и 84 мастерских. Среди объектов, доступных студентам и преподавателям, выделяются музей, экспериментальный центр Сумбай Янауара, научно-исследовательский и учебный технологический институт INICITE, лаборатория разделения минералов и литейные лаборатории, телецентр, геофизический институт Педро Паулета, аэрокосмический астрономический институт, больница, завод по переработке семян, экспериментальный центр Мажес, гидробиологический исследовательский институт.
В 2018 году преподавательский состав университета включает 1425 высококвалифицированных специалистов, среди которых 106 занимаются научными исследованиями и входят в Дирекцию кадров, связанных с наукой, технологиями и инновациями (DINA), а 41 преподаватель числится в Национальном реестре исследователей (Регина). Более половины всех преподавателей (56%) работают на постоянной основе и полностью посвящают себя своей работе. Университет проводит исследования по 31 направлению науки, технологий и инноваций, и по 10 направлениям в области социальных, гуманитарных наук и искусства.

## Известные выпускники и преподаватели
- Бустаманте-и-Риверо, Хосе — Президент Перу в 1945—1948 годах
- Гарсия Кальдерон, Франсиско — временный президент Перу в 1881 году
- Гусман, Абимаэль — революционер, политик, основатель маоистской Компартии Перу
- Ла Роса, Теодоро — премьер-министр Перу (1875)
- Пас Сольдан, Матео — учёный
- Пас Сольдан, Хосе Грегорио — премьер-министр Перу (1862—1863)
- Полар, Хорхе — поэт
- Пас Сольдан-и-Урета, Педро — премьер-министр Перу (1867)